# Acraea sucepha
Acraea sucepha är en fjärilsart som beskrevs av Suffert 1904. Acraea sucepha ingår i släktet Acraea och familjen praktfjärilar. Inga underarter finns listade i Catalogue of Life.